# Rogério Morosini Borba
Rogério Morosini Borba (Tibagi,  — Reserva, 1921) foi um militar e político brasileiro. Foi coronel, juiz distrital em Reserva e deputado estadual do Paraná.

## Biografia
Nascido em Tibagi, na região dos Campos Gerais do Paraná, era filho do coronel Telêmaco Augusto Enéas Morosini Borba e de Rita Marques do Amaral, e neto do capitão Vicente Antônio Rodrigues Borba e da uruguaia Joana Hilária Morosini.
Foi deputado estadual do Paraná eleito em 1920, com 7.493 votos. Em 1921, quando o município de Reserva foi emancipado, foi candidato a prefeito. Após ser eleito, foi assassinado, antes mesmo de tomar posse ao cargo. Morreu solteiro, porém deixou dois filhos legitimados.
Foi homenageado após a sua morte, tendo uma das principais avenidas do município de Reserva com o seu nome, Avenida Coronel Rogério Borba, e também uma escola municipal desse mesmo município.